# Слезянка
Слезянка (Печурка) — река в России, протекает по Сузунскому району Новосибирской области. Устье реки находится в 3246 км по правому берегу реки Обь. Длина реки составляет 45 км.
Высота истока — 168 м над уровнем моря. Высота устья — 118 м над уровнем моря.

## Данные водного реестра
По данным государственного водного реестра России относится к Верхнеобскому бассейновому округу, водохозяйственный участок реки — Обь от города Барнаул до Новосибирского гидроузла, без реки Чумыш, речной подбассейн реки — бассейны притоков (Верхней) Оби до впадения Томи. Речной бассейн реки — (Верхняя) Обь до впадения Иртыша.